# Birkózás az 1968. évi nyári olimpiai játékokon
Az 1968. évi nyári olimpiai játékokon a birkózás tizenhat versenyszámból állt. Kötöttfogásban és szabadfogásban egyaránt nyolc-nyolc olimpiai bajnokot avattak.

## Éremtáblázat
| Az 1968. évi nyári olimpiai játékok éremtáblázata birkózásban | Az 1968. évi nyári olimpiai játékok éremtáblázata birkózásban | Az 1968. évi nyári olimpiai játékok éremtáblázata birkózásban | Az 1968. évi nyári olimpiai játékok éremtáblázata birkózásban | Az 1968. évi nyári olimpiai játékok éremtáblázata birkózásban | Olimpia  |
| ------------------------------------------------------------- | ------------------------------------------------------------- | ------------------------------------------------------------- | ------------------------------------------------------------- | ------------------------------------------------------------- | -------- |
|                                                               | Ország                                                        | Arany                                                         | Ezüst                                                         | Bronz                                                         | Összesen |
| 1.                                                            | Japán (JPN)                                                   | 4                                                             | 1                                                             | 0                                                             | 5        |
| 2.                                                            | Szovjetunió (URS)                                             | 3                                                             | 5                                                             | 1                                                             | 9        |
| 3.                                                            | Bulgária (BUL)                                                | 2                                                             | 3                                                             | 1                                                             | 6        |
| 4.                                                            | Magyarország (HUN)                                            | 2                                                             | 0                                                             | 2                                                             | 4        |
| 5.                                                            | NDK (GDR)                                                     | 2                                                             | 0                                                             | 0                                                             | 2        |
| 5.                                                            | Törökország (TUR)                                             | 2                                                             | 0                                                             | 0                                                             | 2        |
| 7.                                                            | Irán (IRI)                                                    | 1                                                             | 0                                                             | 2                                                             | 3        |
| 8.                                                            | Egyesült Államok (USA)                                        | 0                                                             | 2                                                             | 0                                                             | 2        |
| 8.                                                            | Franciaország (FRA)                                           | 0                                                             | 2                                                             | 0                                                             | 2        |
| 10.                                                           | Mongólia (MGL)                                                | 0                                                             | 1                                                             | 3                                                             | 4        |
| 11.                                                           | Románia (ROU)                                                 | 0                                                             | 1                                                             | 2                                                             | 3        |
| 12.                                                           | Jugoszlávia (YUG)                                             | 0                                                             | 1                                                             | 1                                                             | 2        |
| 13.                                                           | Csehszlovákia (TCH)                                           | 0                                                             | 0                                                             | 2                                                             | 2        |
| 14.                                                           | Görögország (GRE)                                             | 0                                                             | 0                                                             | 1                                                             | 1        |
| 14.                                                           | NSZK (FRG)                                                    | 0                                                             | 0                                                             | 1                                                             | 1        |
|                                                               |                                                               |                                                               |                                                               |                                                               |          |
| Összesen                                                      | Összesen                                                      | 16                                                            | 16                                                            | 16                                                            | 48       |

## Szabadfogású birkózás

### Éremtáblázat
| Az 1968. évi nyári olimpiai játékok éremtáblázata szabadfogású birkózásban | Az 1968. évi nyári olimpiai játékok éremtáblázata szabadfogású birkózásban | Az 1968. évi nyári olimpiai játékok éremtáblázata szabadfogású birkózásban | Az 1968. évi nyári olimpiai játékok éremtáblázata szabadfogású birkózásban | Az 1968. évi nyári olimpiai játékok éremtáblázata szabadfogású birkózásban | Olimpia  |
| -------------------------------------------------------------------------- | -------------------------------------------------------------------------- | -------------------------------------------------------------------------- | -------------------------------------------------------------------------- | -------------------------------------------------------------------------- | -------- |
|                                                                            | Ország                                                                     | Arany                                                                      | Ezüst                                                                      | Bronz                                                                      | Összesen |
| 1.                                                                         | Japán (JPN)                                                                | 3                                                                          | 0                                                                          | 0                                                                          | 3        |
| 2.                                                                         | Szovjetunió (URS)                                                          | 2                                                                          | 1                                                                          | 0                                                                          | 3        |
| 3.                                                                         | Törökország (TUR)                                                          | 2                                                                          | 0                                                                          | 0                                                                          | 2        |
| 4.                                                                         | Irán (IRI)                                                                 | 1                                                                          | 0                                                                          | 2                                                                          | 3        |
| 5.                                                                         | Bulgária (BUL)                                                             | 0                                                                          | 3                                                                          | 1                                                                          | 4        |
| 6.                                                                         | Egyesült Államok (USA)                                                     | 0                                                                          | 2                                                                          | 0                                                                          | 2        |
| 7.                                                                         | Mongólia (MGL)                                                             | 0                                                                          | 1                                                                          | 3                                                                          | 4        |
| 8.                                                                         | Franciaország (FRA)                                                        | 0                                                                          | 1                                                                          | 0                                                                          | 1        |
| 9.                                                                         | Magyarország (HUN)                                                         | 0                                                                          | 0                                                                          | 1                                                                          | 1        |
| 9.                                                                         | NSZK (FRG)                                                                 | 0                                                                          | 0                                                                          | 1                                                                          | 1        |
|                                                                            |                                                                            |                                                                            |                                                                            |                                                                            |          |
| Összesen                                                                   | Összesen                                                                   | 8                                                                          | 8                                                                          | 8                                                                          | 24       |

### A szabadfogású birkózás érmesei
| Az 1968. évi nyári olimpiai játékok érmesei szabadfogású birkózásban |                                        |                                          |                                             |
| Versenyszám                                                          | Arany                                  | Ezüst                                    | Bronz                                       |
| lepkesúly (52 kg-ig)                                                 | Nakata Sigeo · Japán (JPN)             | Richard Sanders · Egyesült Államok (USA) | Chimedbazaryn Damdinsharav · Mongólia (MGL) |
| légsúly (57 kg-ig)                                                   | Uetake Jódzsiró · Japán (JPN)          | Donald Behm · Egyesült Államok (USA)     | Aboutaleb Talebi · Irán (IRI)               |
| pehelysúly (63 kg-ig)                                                | Kaneko Maszaaki · Japán (JPN)          | Enyu Todorov · Bulgária (BUL)            | Samseddin Szajed-Abbaszi · Irán (IRI)       |
| könnyűsúly (70 kg-ig)                                                | Abdollah Movahed · Irán (IRI)          | Enyu Valcsev · Bulgária (BUL)            | Danzandarjaa Sereeter · Mongólia (MGL)      |
| váltósúly (78 kg-ig)                                                 | Mahmut Atalay · Törökország (TUR)      | Daniel Robin · Franciaország (FRA)       | Tömöriin Artag · Mongólia (MGL)             |
| középsúly (87 kg-ig)                                                 | Borisz Gurevics · Szovjetunió (URS)    | Dzsigdzsidijn Mönhbat · Mongólia (MGL)   | Prodan Gardzsev · Bulgária (BUL)            |
| félnehézsúly (97 kg-ig)                                              | Ahmet Ayık · Törökország (TUR)         | Sota Lomidze · Szovjetunió (URS)         | Csatári József · Magyarország (HUN)         |
| nehézsúly (97 kg-tól)                                                | Alekszandr Medvegy · Szovjetunió (URS) | Oszman Duraliev · Bulgária (BUL)         | Wilfried Dietrich · NSZK (FRG)              |

## Kötöttfogású birkózás

### Éremtáblázat
| Az 1968. évi nyári olimpiai játékok éremtáblázata kötöttfogású birkózásban | Az 1968. évi nyári olimpiai játékok éremtáblázata kötöttfogású birkózásban | Az 1968. évi nyári olimpiai játékok éremtáblázata kötöttfogású birkózásban | Az 1968. évi nyári olimpiai játékok éremtáblázata kötöttfogású birkózásban | Az 1968. évi nyári olimpiai játékok éremtáblázata kötöttfogású birkózásban | Olimpia  |
| -------------------------------------------------------------------------- | -------------------------------------------------------------------------- | -------------------------------------------------------------------------- | -------------------------------------------------------------------------- | -------------------------------------------------------------------------- | -------- |
|                                                                            | Ország                                                                     | Arany                                                                      | Ezüst                                                                      | Bronz                                                                      | Összesen |
| 1.                                                                         | Magyarország (HUN)                                                         | 2                                                                          | 0                                                                          | 1                                                                          | 3        |
| 2.                                                                         | Bulgária (BUL)                                                             | 2                                                                          | 0                                                                          | 0                                                                          | 2        |
| 2.                                                                         | NDK (GDR)                                                                  | 2                                                                          | 0                                                                          | 0                                                                          | 2        |
| 4.                                                                         | Szovjetunió (URS)                                                          | 1                                                                          | 4                                                                          | 1                                                                          | 6        |
| 5.                                                                         | Japán (JPN)                                                                | 1                                                                          | 1                                                                          | 0                                                                          | 2        |
| 6.                                                                         | Románia (ROU)                                                              | 0                                                                          | 1                                                                          | 2                                                                          | 3        |
| 7.                                                                         | Jugoszlávia (YUG)                                                          | 0                                                                          | 1                                                                          | 1                                                                          | 2        |
| 8.                                                                         | Franciaország (FRA)                                                        | 0                                                                          | 1                                                                          | 0                                                                          | 1        |
| 9.                                                                         | Csehszlovákia (TCH)                                                        | 0                                                                          | 0                                                                          | 2                                                                          | 2        |
| 10.                                                                        | Görögország (GRE)                                                          | 0                                                                          | 0                                                                          | 1                                                                          | 1        |
|                                                                            |                                                                            |                                                                            |                                                                            |                                                                            |          |
| Összesen                                                                   | Összesen                                                                   | 8                                                                          | 8                                                                          | 8                                                                          | 24       |

### A kötöttfogású birkózás érmesei
| Az 1968. évi nyári olimpiai játékok érmesei kötöttfogású birkózásban |                                   |                                        |                                           |
| Versenyszám                                                          | Arany                             | Ezüst                                  | Bronz                                     |
| lepkesúly (52 kg-ig)                                                 | Petar Kirov · Bulgária (BUL)      | Vlagyimir Bakulin · Szovjetunió (URS)  | Miroslav Zeman · Csehszlovákia (TCH)      |
| légsúly (57 kg-ig)                                                   | Varga János · Magyarország (HUN)  | Ion Baciu · Románia (ROU)              | Ivan Kocsergin · Szovjetunió (URS)        |
| pehelysúly (63 kg-ig)                                                | Roman Rurua · Szovjetunió (URS)   | Fudzsimoto Hideo · Japán (JPN)         | Simion Popescu · Románia (ROU)            |
| könnyűsúly (70 kg-ig)                                                | Munemura Munedzsi · Japán (JPN)   | Stevan Horvat · Jugoszlávia (YUG)      | Pétrosz Galaktópulosz · Görögország (GRE) |
| váltósúly (78 kg-ig)                                                 | Rudolf Vesper · NDK (GDR)         | Daniel Robin · Franciaország (FRA)     | Bajkó Károly · Magyarország (HUN)         |
| középsúly (87 kg-ig)                                                 | Lothar Metz · NDK (GDR)           | Valentyin Olenyik · Szovjetunió (URS)  | Branislav Simić · Jugoszlávia (YUG)       |
| félnehézsúly (97 kg-ig)                                              | Bojan Radev · Bulgária (BUL)      | Nyikolaj Jakovenko · Szovjetunió (URS) | Nicolae Martinescu · Románia (ROU)        |
| nehézsúly (97 kg-tól)                                                | Kozma István · Magyarország (HUN) | Anatolij Roscsin · Szovjetunió (URS)   | Petr Kment · Csehszlovákia (TCH)          |

## Magyar részvétel
Az olimpián tizenhárom birkózó képviselte Magyarországot. Közülük nyolcan indultak kötöttfogású- és heten szabadfogású birkózásban. (Bajkó Károly és Rusznyák József mindkét fogásnemben induló volt.) A magyar birkózók összesen
- két első
- két harmadik és
- egy negyedik

helyezést értek el, és ezzel huszonöt – szabadfogásban négy, kötöttfogásban huszonegy – olimpiai pontot szereztek.
Az érmes birkózókon kívül pontszerző helyen végzett:
- 4. helyezett:
  - Alker Imre, kötöttfogás, lepkesúly

Nem került az első hat közé:
- Bajkó Károly, szabadfogás, váltósúly
- Búzás Károly, szabadfogás, könnyűsúly
- Erdős Márton, szabadfogás, lepkesúly
- Hollósi Géza, szabadfogás, középsúly
- Kiss Ferenc, kötöttfogás, félnehézsúly
- Nyers László, szabadfogás, nehézsúly
- Rusznyák József
  - szabadfogás, pehelysúly
  - kötöttfogás, pehelysúly
- Sillai László, kötöttfogás, középsúly
- Steer Antal, kötöttfogás, könnyűsúly